# Diplura rodrigoi
Espèce
Diplura rodrigoi est une espèce d'araignées mygalomorphes de la famille des Dipluridae.

## Distribution
Cette espèce est endémique du Brésil. Elle se rencontre dans les États de Rio de Janeiro, de São Paulo, d'Espírito Santo, du Minas Gerais et de Goiás et dans le District fédéral.

## Description
Le mâle holotype mesure 20,0 mm et la femelle paratype 26,4 mm.

## Étymologie
Cette espèce est nommée en l'honneur de Rodrigo de Cerqueira da Costa.

## Publication originale
- Pedroso, Giupponi & Baptista, 2018 : Comments on the genus Diplura C. L. Koch, 1850, with description of two new species (Araneae: Mygalomorphae: Dipluridae). ZooKeys, no 771, p. 57-71 (texte intégral).